# Estadio Nuevo de Limón
El Estadio Nuevo de Limón es un estadio de fútbol que está ubicado en Limón, cabecera de la provincia del mismo nombre, en la costa del Caribe de Costa Rica.
El estadio era sede del Limon FC de la Primera División de Costa Rica cuando el club dejó el Estadio Juan Gobán por las malas condiciones que tenía para que fuese remodelado, y cuando dichas remodelaciones concluyeron el equipo se trasladó nuevamente al Juan Gobán dejando las instalaciones para que fuesen ocupadas por el Colegio Deportivo de Limón.
El recinto cuenta con capacidad para 2500 aficionados y tuvo que esperar para estrenarse 2 años porque no contaba con agua potable ni electricidad. Sin embargo el estadio ya cuenta con todos los servicios y el Ministerio de Salud de Costa Rica dio el permiso de funcionamiento.
El estadio fue inaugurado en un partido entre Limon FC contra Municipal Grecia y el encuentro quedó 2-0 a favor de los locales.